# Palazzo Gabrielli-Mignanelli
Il palazzo Gabrielli-Mignanelli si trova a Roma, al numero civico 22 di Piazza Mignanelli, della quale costituisce lo scenografico sfondo.

## Storia e descrizione
L'edificio fu voluto dal conte Girolamo Gabrielli di Gubbio (1513 - 1587), che lo fece edificare intorno al 1575 sull'area dove si trovavano gli antichi Horti Lucullani (o Luculliani), i giardini che nel I secolo a.C. Lucio Licinio Lucullo aveva fatto sistemare sulle pendici del Pincio.

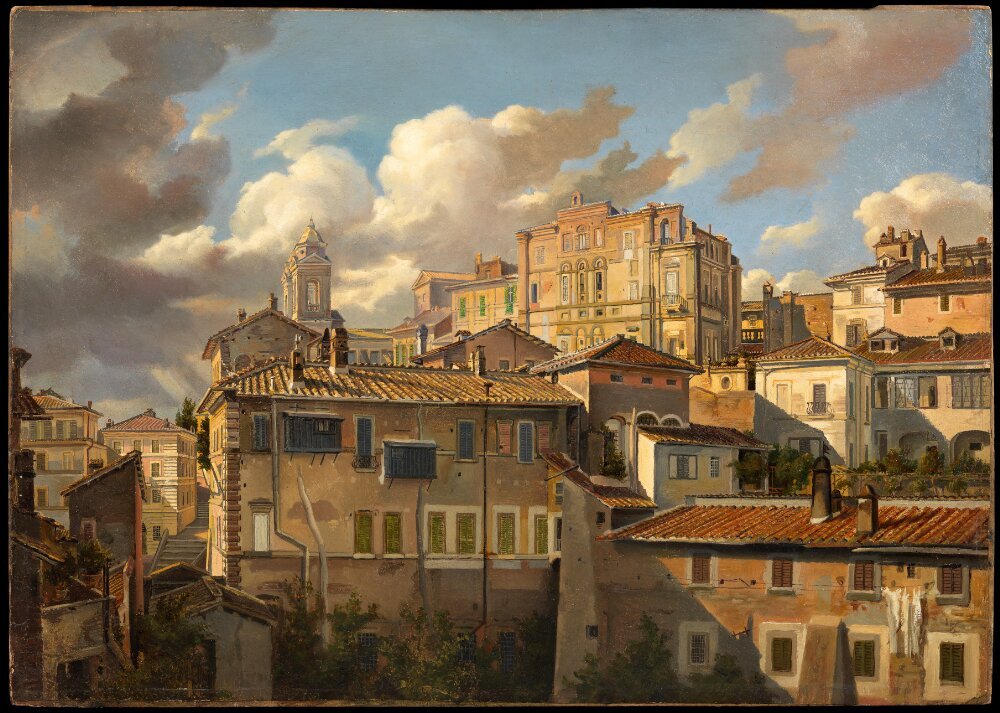
Eugen Napoleon Neureuther. Veduta del Pincio, 1836-1837. Museo nazionale di Stoccolma. Si notano in primo piano il prospetto sud e uno scorcio della facciata di Palazzo Gabrielli-Mignanelli

Nei decenni seguenti l'edificio fu oggetto di una serie di passaggi di proprietà. Successivamente al matrimonio, celebrato nel 1615, tra Maria Gabrielli e Giovanni Mignanelli, nipote del cardinal Fabio, passò per eredità ai Mignanelli, famiglia originaria di Siena. A metà del sec. XVII Margherita Mignanelli, figlia di Alessandro e di Angela Gabrielli, lo portò in dote a Domenico Vaini, di famiglia originaria di Imola, il cui figlio Guido avrebbe poi acquisito il titolo di principe di Cantalupo. Successivamente, i Vaini si estinsero nei Lante della Rovere duchi di Bomarzo con il matrimonio, nel 1705, di Angela Vaini con Ludovico Lante.
Nel 1887 Leone XIII acquistò l'edificio per l'Università Urbaniana, affidando all'architetto Andrea Busiri Vici l'incarico di completarne e rinnovarne la facciata, aggiungendo un piano e ampliando la superficie edificata a spese del preesistente giardino. Oggi Palazzo Gabrielli-Mignanelli è di proprietà della casa di moda Valentino, della quale ospita la sede centrale e l'"Accademia Valentino".
Ancora oggi lo stemma Gabrielli è visibile nel cortile interno, mentre il portone ad arco bugnato regge quello di Propaganda Fide.

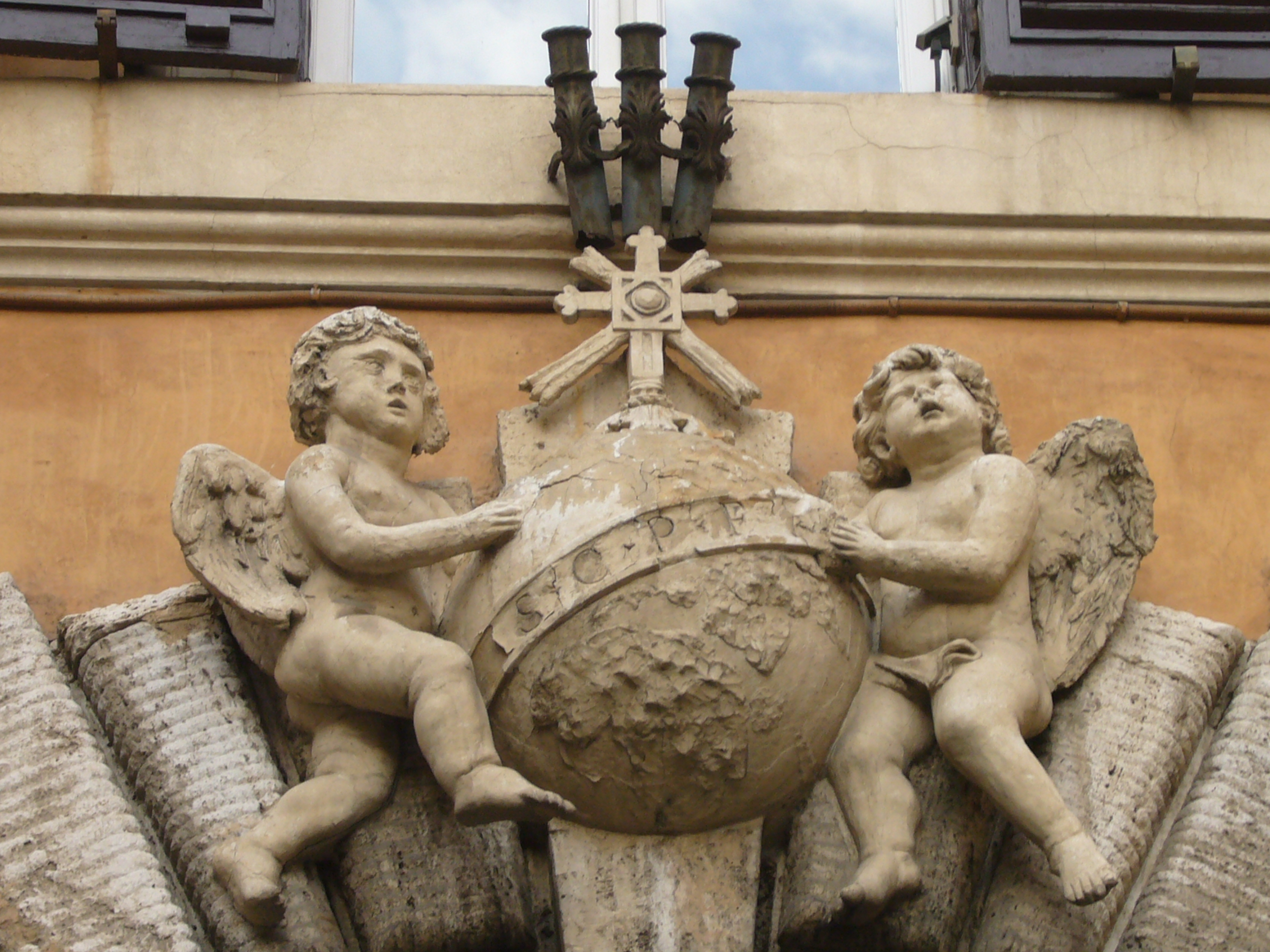
Lo stemma di Propaganda Fide

Nel giardino del palazzo, e poi in una sala interna, si trovava un grande mosaico di epoca romana proveniente dal teatro di Gubbio e rappresentante un leone che attacca un leopardo. Trasportato a Roma da Girolamo Gabrielli, fu in seguito ceduto dai Mignanelli a Thomas Coke, I conte di Leicester che lo installò nella propria residenza di Holkham Hall, dove tuttora si trova.

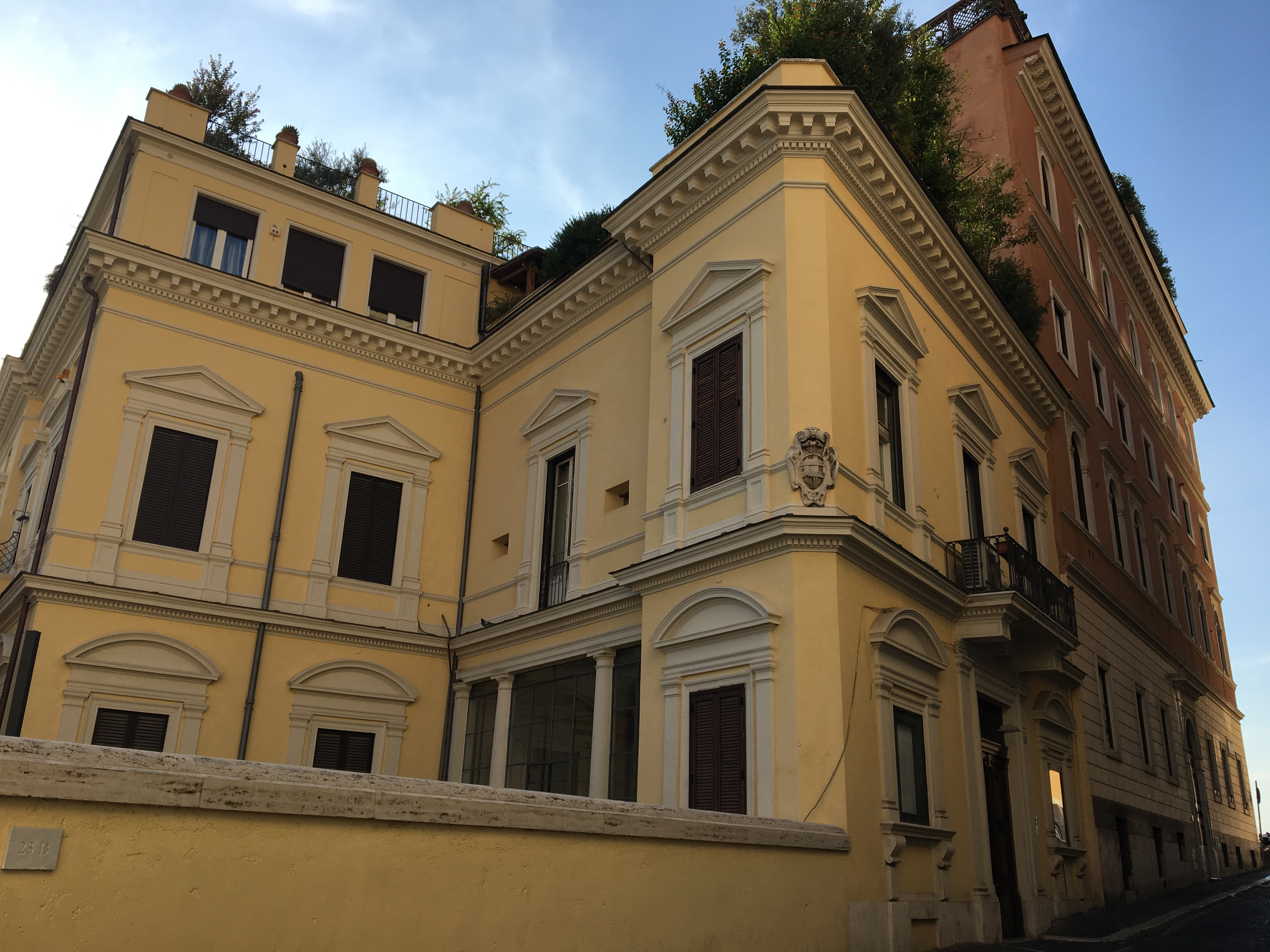
Il Palazzetto Gabrielli affacciato su via Gregoriana

Il palazzo ha un ingresso posteriore al 24 di via Gregoriana, in corrispondenza del "Palazzetto Gabrielli", riconoscibile per la presenza dello stemma di questa famiglia in posizione angolare.
Nella sua lunga storia, Palazzo Gabrielli-Mignanelli ha ospitato personaggi e istituzioni celebri. Nel 1814 vi soggiornò Massimo d'Azeglio adolescente, assieme al padre Cesare Taparelli d'Azeglio, inviato a Roma in occasione del rientro di Pio VII. Dal 1834 al 1865 vi ebbe sede la Banca Romana, mentre dal 1848 ospitò al pianterreno il Circolo dei Francesi, frequentato dai transalpini residenti a Roma. In epoca postunitaria vi fu ospitata la Direzione dell'Archivio di Stato di Roma.
Una importante opera di restauro conservativo delle facciate e degli affreschi interni è avvenuta negli anni 2014/2015 da parte della "Riva impresa restauri Italia" di Robecco sul Naviglio sotto la supervisione di Enzo Medardo Costantini e la Direzione lavori di Studio3 Architetti di Milano (Debra Balucani, Mario Lemorini). I colori originali sono tornati alla luce.
A partire dal primo dopoguerra, la piazza antistante ospita una settimana di celebrazioni che, in occasione della Solennità dell'Immacolata Concezione. culmina col discorso del vescovo di Roma davanti all'obelisco dedicato alla Vergine Maria.